# Myrmecaelurus solaris
Myrmecaelurus solaris là một loài côn trùng trong họ Myrmeleontidae thuộc bộ Neuroptera. Loài này được Krivokhatsky miêu tả năm 2002.